# Маллард, Феликс
Фе́ликс Ку́пер Ма́ллард (англ. Felix Cooper Mallard; род. 20 апреля 1998 года, Мельбурн, Виктория, Австралия) — австралийский актёр, наиболее известный по роли Маркуса Бейкера в сериале Netflix «Джинни и Джорджия». Также снимался в австралийской мыльной опере «Соседи» (2014–2019) и в комедийном телесериале на CBS «Счастливы вместе» (2018–2019).

## Ранние годы
Феликс родился и вырос в Мельбурне, Австралия. Учился в школе для мальчиков Christian Brothers College, где был образцовым студентом. В 2015 году получил сертификат о среднем образовании штата Виктории, а также окончил курс Technical Production. С десяти лет занимался фехтованием и соревновался на государственном и национальном уровнях. В 2012 году выиграл две бронзовые медали в командных соревнованиях на Victorian National Champions, в 2013 году занял 5-е место на Национальном чемпионате по фехтованию на саблях среди спортсменов до 15 лет. В 13 лет подписал контракт с модельным агентством Vivien's Models.  Феликс играет на нескольких музыкальных инструментах: гитаре, фортепиано и барабанах, является гитаристом и вокалистом панк-рок-группы Enemies Alike. Группа выступала на площадках Мельбурна, на школьных музыкальных мероприятиях и на соревнованиях музыкальных групп среди католических колледжей.

## Карьера
В 2014 году в возрасте 15 лет Феликс дебютировал в качестве актера сыграв роль Бена Кирка в шести сериях австралийской телевизионной мыльной оперы «Соседи». Он получил эту роль неожиданно, пройдя прослушивание по приглашению своего модельного агента. До этого Феликс никогда не задумывался об актерской карьере, но новый опыт заставил его понять, что это то, чем он хотел бы заниматься всю оставшуюся жизнь. После окончания 12-го класса он решил посвятить себя актёрской карьере и в 2016 году вошел в основной состав сериала «Соседи». Его интерес к музыке был отражён в образе персонажа, которому часто приходилось исполнять музыкальные номера в рамках шоу.Также в 2016 году Феликс снялся в музыкальном клипе мельбурнской группы Maefire на песню «Without You».
После ухода из «Соседи» Феликс выступил сопродюсером, автором музыкального сопровождения и актером в короткометражном фильме «Money Is Just a Barbell», созданном его бывшим коллегой Трэвисом Бернсом.
В начале 2018 года Феликс переехал в США и вскоре получил роль поп-звезды Купера Джеймса в комедийном сериале на CBS «Счастливы вместе», где его партнёрами по съёмочной площадке стали Дэймон Уэйанс (младший) и Эмбер Стивенс-Уэст. Сюжет сериала частично основан на реальных событиях из жизни британского певца Гарри Стайлза. После того как продюсер шоу предложил Феликсу эту роль, ему позвонили Гарри Стайлз и Джеймс Корден, чтобы убедить принять это предложение.
Позднее Феликс сыграл роль Лукаса Караваджо в хоррор-сериале от Netflix «Лок и ключ». Его персонаж — 17-летний друг Ренделла Локка, который погиб 25 лет назад. Съёмки проходили в первой половине 2019 года. Премьера сериала состоялась 7 февраля 2020 года.
Также он снялся в романтической драме «Все радостные места», съёмки которой начались в октябре 2018 года, а премьера состоялась в феврале 2020 года. Фильм является экранизацией одноимённого романа Дженнифер Нивен.
В 2021 году Феликс сыграл во втором сезоне музыкального комедийно-драматического сериала «Необыкновенный плейлист Зои». Он исполнил роль соседа Зои — австралийского музыканта. Его роль также включала исполнение нескольких песен и танцевальные сцены.
В 2021 году сыграл главную роль дерзкого 15-летнего подростка Маркуса в драматическом сериале от Netflix «Джинни и Джорджия». Для этой роли актёру пришлось выучить амслен, поскольку по сюжету отец его персонажа является глухонемым. Съёмки проходили в Торонто во второй половине 2019 года, а премьера сериала состоялась 24 февраля 2021 года. После того, как первый сезон собрал 52 миллиона просмотров за первые 28 дней и стал десятым по популярности проектом на платформе Netflix, он был продлён на второй сезон. Благодаря росту популярности сериала количество подписчиков Феликса в Instagram увеличилось с 90 тысяч до более чем 3 миллионов. После премьеры второго сезона «Джинни и Джорджия» стал самым просматриваемым сериалом Netflix в период с января по июнь 2023 года, собрав в общей сложности 967,2 миллиона часов просмотров. В мае 2023 года проект был продлён на третий и четвёртый сезоны. Премьера третьего сезона запланирована на 5 июня 2025 года.
Также в 2021 году Феликс вернулся к роли Лукаса Караваджо, появившись в финальном эпизоде второго сезона сериала «Лок и ключ».

## Фильмография
| Год                  | Название                    | Роль             | Примечания                                                                     |
| -------------------- | --------------------------- | ---------------- | ------------------------------------------------------------------------------ |
| 2014–2019            | Соседи                      | Бен Кирк         | Повторяющаяся роль (2014–2015), Основной состав (2016–2018), Гость (2018–2019) |
| 2016                 | Xanthe Hearts Ben           | Бен Кирк         | Веб-сериал                                                                     |
| 2016                 | Pipe Up                     | Бен Кирк         | Веб-сериал; Эпизод: «Sheep»                                                    |
| 2016                 | Summer Stories              | Бен Кирк         | Веб-сериал                                                                     |
| 2018                 | Money Is Just a Barbell     | Бездомный парень | Короткометражный фильм                                                         |
| 2018–2019            | Счастливы вместе            | Купер Джеймс     | Основной состав                                                                |
| 2020                 | Все радостные места         | Бродяга          |                                                                                |
| 2020–2021            | Лок и ключ                  | Лукас Караваджо  | Повторяющаяся роль                                                             |
| 2021                 | Необыкновенный плейлист Зои | Эйден            | Повторяющаяся роль, Сезон 2                                                    |
| 2021–настоящее время | Джинни и Джорджия           | Маркус Бейкер    | Основной состав                                                                |
| 2024                 | Черепахи – и нет им конца   | Дэвис Пикет      | Основной состав                                                                |